# Hermani
Hermani – wieś w Estonii, w prowincji Järva, w gminie Järva. Przed reformą administracyjną z 2017 roku należała do gminy Imavere.
Miejscowość powstała 7 września 2015 roku wskutek wydzielenia z terenu wsi Käsukonna.